# Begonia adenodes
Espèce
Begonia adenodes est une espèce de plantes de la famille des Begoniaceae. Ce bégonia est originaire de Sarawak en Malaisie. L'espèce fait partie de la section Petermannia ; elle a été décrite en 1954 par le botaniste allemand Edgar Irmscher (1887-1968). L'épithète spécifique, adenodes fait référence à la présence de glandes sécrétrices.